# Mycetophila pinarensis
Mycetophila pinarensis är en tvåvingeart som beskrevs av Duret 1986. Mycetophila pinarensis ingår i släktet Mycetophila och familjen svampmyggor. Inga underarter finns listade i Catalogue of Life.